# Erasmus Desiderius Wandera
Erasmus Desiderius Wandera (* 16. April 1930 in Dabani; † 8. Dezember 2022 in Mbale) war ein ugandischer Geistlicher und römisch-katholischer Bischof von Soroti. 

## Leben
Erasmus Desiderius Wandera empfing nach seiner theologischen Ausbildung am 27. Dezember 1956 die Priesterweihe für die Erzdiözese Tororo.
Papst Johannes Paul II. ernannte ihn am 29. November 1980 zum Bischof von Soroti. Die Bischofsweihe spendete ihm der Erzbischof von Kampala, Emmanuel Kiwanuka Kardinal Nsubuga, am 29. März 1981; Mitkonsekratoren waren James Odongo, Bischof von Tororo, und Henri Lemaître, Apostolischer Pro-Nuntius in Uganda. 
Am 27. Juni 2007 nahm Papst Benedikt XVI. sein aus Altersgründen vorgebrachtes Rücktrittsgesuch an. Er starb am 8. Dezember 2022 im Alter von 92 Jahren in Mbale.